# Fukura

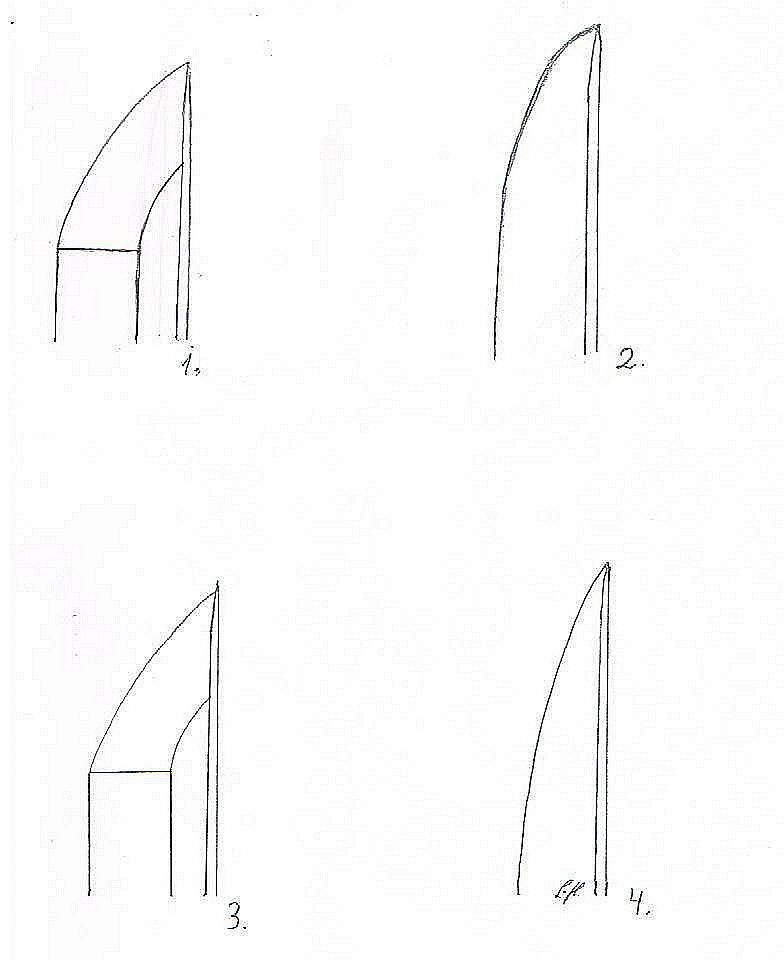
Typen der Fukura

Die Fukura (jap. 膨(ら) oder 脹(ら), „Wölbung“) ist die Schneide an der Kissaki an japanischen Schwertklingen.

## Beschreibung
Die Fukura lauft von der Yokote, der Linie, die den Ort (Kissaki) von der übrigen Klinge trennt, zur Klingenspitze. Sie kann abgerundet oder auch gerade sein. Es gibt verschiedene Versionen, die je nach ihrer Formgebung unterschiedlich benamt sind.
Man unterteilt sie in zwei Gruppen. Diese sind:
- 1. und 2.: Abgerundete Fukura
- 3. und 4.: Nicht gerundete Fukura

Die Fukura bildet den wichtigsten Bereich der Schneide des Schwertes. Bei Schlägen zum Körper des Gegners oder bei Schnittübungen (Tameshigiri) erreicht man die beste Schneidleistung, wenn man hauptsächlich mit diesem Bereich und dem ersten Drittel der Klinge (von der Kissaki aus gesehen) trifft.